# Jeanne Albertine Noske-Fabius
Jeanne Albertine Noske-Fabius (Rijswijk, 20 december 1920 - Bussum, 23 juni 1998) was een Nederlandse arts en sopraan.
Ze was dochter van civiel ingenieur Marius Gerhard Fabius en pianiste Emilie Eugenie Gertrude Ernste, die al vroeg (1926) een echtscheiding aanvroegen. Van 1949 tot 1962 was ze getrouwd met musicoloog Frits Noske; na de echtscheiding hield ze zijn naam aan. Dochter Barbara Noske werd antropologe, zoon Roland Noske taalkundige. 
Haar middelbare school stond in Bussum; ze deed daar in 1938 eindexamen gymnasium aan het lyceum. Ze studeerde medicijnen aan de Universiteit van Amsterdam. Ze werd tijdens de Tweede Wereldoorlog geschorst vanwege haar weigering de loyaliteitsverklaring te ondertekenen. Die verklaring was niet nodig voor een opleiding aan het Conservatorium van Amsterdam, om welke reden ze daar zangles nam. In 1947 deed ze het eindexamen. Een jaar later behaalde ze het examen van semi-arts af. Ze volgde toen een praktijkstage in verloskunde en vrouwenziekten, dat leidde tot een scriptie "Manuele placentaverwijdering". In 1949 studeerde ze af als arts.
Ze was vanaf 1949 arts, gespecialiseerd in de behandeling van tuberculose in die doelgroep. Als medewerkster van sanatoria in Het Gooi (Kindersanatorium Hoog Blaricum, Revalidatiecentrum De Trappenberg) ontwikkelde ze een eigen behandelmethode, waarbij kinderen onder andere door zingen, fluiten en neuriën hun ademtechniek verbeteren als ook het vastgekoekte slijm lostrillen. De behandeling scheen ook te werken bij revalidatie na polio. 
Ondertussen liep haar zangloopbaan onder de naam Nantie Noske-Fabius deels door. In 1946 zong ze mee tijdens een concert georganiseerd door het Amsterdams Studenten Muziek Contact; plaats van handeling was het Concertgebouw. Haar stem was ook af en toe op de Nederlandse Radio te horen, zoals toen ze in 1953 meezong in het werk Facetten van Jan Felderhof. In 1955 stond ze vanwege de ingebruikname van het nieuwe gebouw van het Conservatorium van Utrecht in Tivoli, ze was soliste in het werk The hollow men van Kees van Baaren.
In 1991 werd ze benoemd tot ridder in de Orde van Oranje-Nassau. 